# Shwak (huyện)
Shwak là một huyện thuộc tỉnh Paktia, Afghanistan. Dân số thời điểm năm 1999 là 7,23 người.